# قهرمانی وزنه‌برداری جهان ۱۹۱۱
قهرمانی وزنه‌برداری جهان ۱۹۱۱ پانزدهمین، شانزدهمین، هفدهمین و هجدهمین دوره از رقابت‌های قهرمانی جهان می‌باشد که در اشتوتگارت، برلین و دوسلدورف، آلمان و وین، اتریش-مجارستان برگزار گردید.

## تورنمت ۱
رقابت نخست (پانزدهمین دورهٔ قهرمانی وزنه‌برداری جهان) از ۲۹ تا ۳۰ آوریل ۱۹۱۱ در اشتوتگارت، آلمان برگزار گردید. ۳۶ ورزشکار مرد از ۳ کشور در این دوره رقابت کردند.
| رویداد          | طلا                          | نقره                   | برنز                       |
| پر وزن ۶۰ ک‌گ    | Alfred Anschütz · آلمان      | Emil Kliment · اتریش   | Georg Vogel · آلمان        |
| سبک‌وزن ۷۰ ک‌گ    | Ulrich Blaser · سوئیس        | Franz Komarek · اتریش  | Peter Reinmuth · آلمان     |
| میان‌وزن ۸۰ ک‌گ   | Leopold Hennermüller · اتریش | Eugen Ruhland · آلمان  | Andreas Lutz · آلمان       |
| سنگین‌وزن ۸۰+ ک‌گ | Josef Grafl · اتریش          | Heinrich Rondi · آلمان | هاینریش اشنایدرایت · آلمان |

## تورنمنت ۲
رقابت نخست (شانزدهمین دورهٔ قهرمانی وزنه‌برداری جهان) از ۱۳ تا ۱۴ مه ۱۹۱۱ در برلین، آلمان برگزار گردید. ۲۷ ورزشکار مرد از ۲ کشور در این دوره رقابت کردند.
| رویداد          | طلا                   | نقره                         | برنز                   |
| پر وزن ۶۰ ک‌گ    | Emil Kliment · اتریش  | Jakob Vogt · آلمان           | Oswald Greth · آلمان   |
| سبک‌وزن ۷۰ ک‌گ    | Josef Schwabl · اتریش | Albert Meyer · آلمان         | Paul Gnauk · آلمان     |
| میان‌وزن ۸۰ ک‌گ   | Rudolf Oswald · اتریش | Leopold Hennermüller · اتریش | Peter Haase · آلمان    |
| سنگین‌وزن ۸۰+ ک‌گ | Karl Swoboda · اتریش  | Berthold Tandler · اتریش     | Franz Buchholz · آلمان |

## تورنمنت ۳
رقابت سوم (هفدهمین دورهٔ قهرمانی وزنه‌برداری جهان) ۲۶ ژوئن ۱۹۱۱ در دوسلدورف، آلمان برگزار گردید. ۲۱ ورزشکار مرد از ۳ کشور در این دوره رقابت کردند.

## تورنمنت ۴
رقابت چهارم (هجدهمین دورهٔ قهرمانی وزنه‌برداری جهان) از ۲۹ ژوئن تا ۲ ژوئیه ۱۹۱۱ در وین، اتریش-مجارستان برگزار گردید. ۳۲ ورزشکار مرد از ۳ کشور در این دوره رقابت کردند.

## جدول مدال‌ها
| رتبه           | کشور           | طلا | نقره | برنز | مجموع |
| -------------- | -------------- | --- | ---- | ---- | ----- |
| ۱              | اتریش          | ۱۱  | ۷    | ۵    | ۲۳    |
| ۲              | آلمان          | ۴   | ۶    | ۱۱   | ۲۱    |
| ۳              | سوئیس          | ۱   | ۱    | ۰    | ۲     |
| ۴              | هلند           | ۰   | ۲    | ۰    | ۲     |
| مجموع (۴ کشور) | مجموع (۴ کشور) | ۱۶  | ۱۶   | ۱۶   | ۴۸    |